# Tadeusz Kiełpiński
Tadeusz Antoni Kiełpiński (ur. 11 czerwca 1916 w Wola Kiełpińska, zm. 15 września 1939 w Perespie) – kapral strzelec radiotelegrafista Wojska Polskiego.

## Życiorys
Ukończył Szkołę Podoficerów Lotnictwa dla Małoletnich w Bydgoszczy, a następnie otrzymał przydział do 1 pułku lotniczego w Warszawie. Podczas zorganizowanego przez pułk w sierpniu 1937 I kursu strzelców pokładowych pełnił funkcję instruktora. Uczestniczył w kampanii wrześniowej, był strzelcem pokładowym podczas lotów bojowych w 217 eskadrze bombowej. 15 września 1939 wchodził w skład załogi złożonej z porucznika obserwatora Jana Tadeusza Pawelskiego, podporucznika pilota Mieczysława Kałuży oraz kaprala strzelca radiotelegrafistę Tadeusza Dudka. Wystartowali o godz. 5:40 na samolocie PZL P-37B Łoś nr. fabr. 72.114 z lotniska Wielick na lot bojowy, aby rozpoznać cele w obszarze Lublin-Kraśnik-Annopol. Podczas przelotu 500 metrów nad leżącą przy linii kolejowej Kowel-Łuck stacją Antonówka k. Sarn zostali ostrzelani przez obronę przeciwlotniczą, trafiony samolot zszedł z lotu i rozbił się na polach pobliskiej wsi Perespa, jedynym którzy przeżył był ppor. pil. Mieczysław Kałuża. Lotnicy spoczęli we wspólnej mogile na cmentarzu w Perespie. W 1947 został pośmiertnie odznaczony Krzyżem Walecznych.